# Čajka
Čajka (rusko Чайка, "galeb") je ruski radionavigacijski sistem, podoben ameriškemu LORAN-C. Sistem deluje na podobnih frekvencah okoli 100 kHz.
Čajka oddajniki so nameščeni na zelo visokih stolpih. Oddajna moč je v razponu 300-1200 kW.